# 水牛城野牛
水牛城野牛（英語：Buffalo Bisons），是美國職棒小聯盟的球隊，目前隸屬於多倫多藍鳥的3A體系。球隊主場位於紐約州水牛城的薩倫球場，這座球場也是目前3A球隊中，容客量最多的一座球場。
這支球隊於1979年成立，並沿用以前曾在水牛城的小聯盟球隊的隊名野牛做為球隊的新名稱。1991年，他們在這年一共賣出124萬又951張票，寫下了小聯盟球隊的單季售票紀錄。富比士在2016年將野牛隊評為小聯盟最有錢球隊中的第15名。

## 球隊歷史

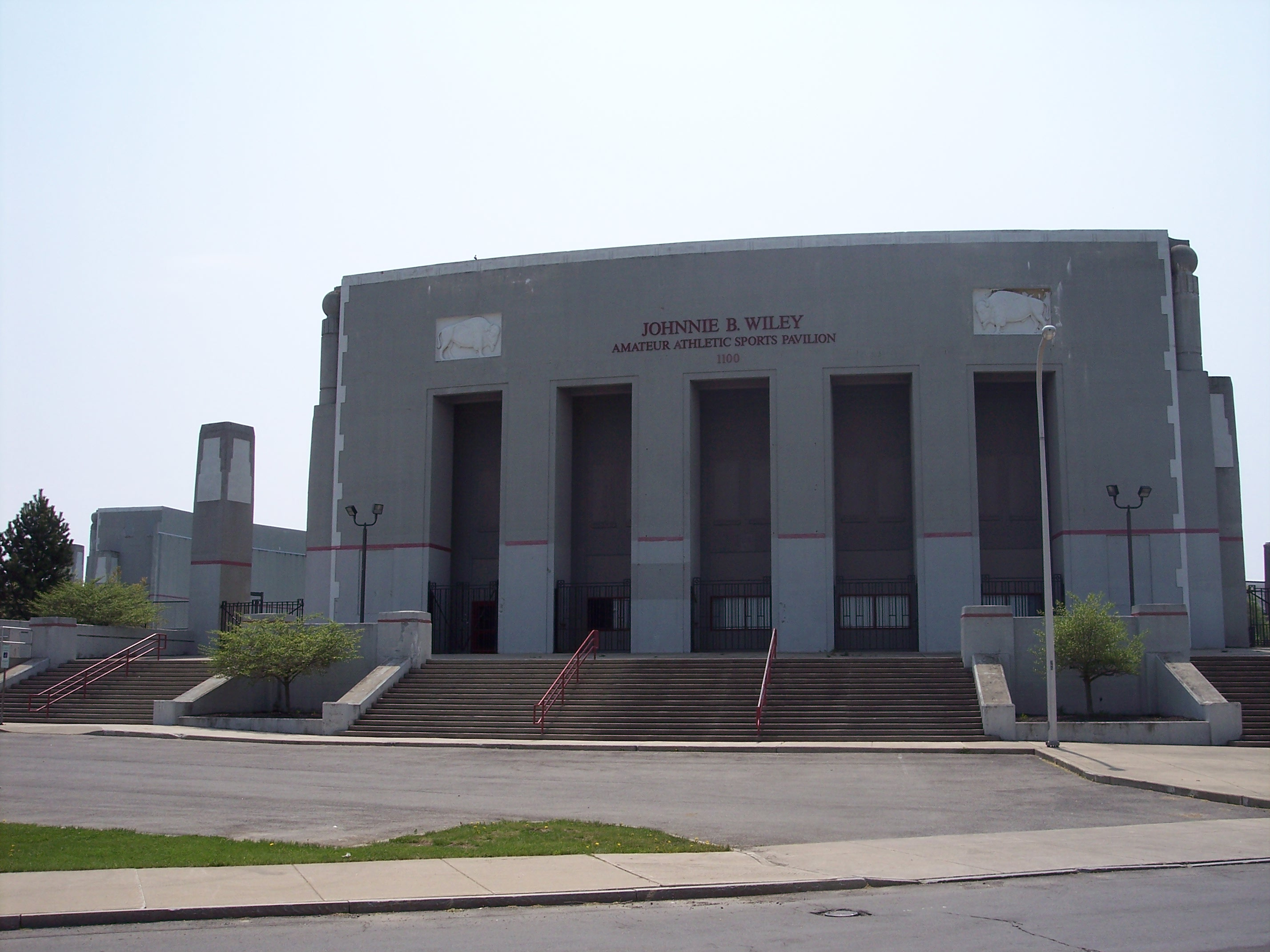
野牛隊原先的主場—戰爭紀念體育場

1978年，水牛城市長詹姆斯·D·格里芬（James D. Griffin）買下了奧克蘭運動家的2A球隊—澤西市運動家的股權，並將這支球隊改組更名為水牛城野牛。1979年至1984年，野牛隊都在東方聯盟出賽。1983年，水牛城富豪小羅伯特·E·里奇（Robert E. Rich Jr.）以10萬美元買下野牛隊，並讓他們在1985年升格成為3A球隊。
1988年，球隊的主場移到了飛行員球場，也就是現今的薩倫球場。那年一共有118萬6651人進場觀看比賽，刷新了小聯盟球隊單年觀眾數紀錄。1991年，野牛隊更將紀錄推高到124萬951人次。而球隊也在1991年和1992年拿下分區冠軍。
1995年，印地安人隊接替了海盜隊成為野牛隊的大聯盟附屬球隊。之後更是6年內拿下5次分區冠軍。1997年6月20日，巴特羅·柯隆投出了隊史第一場的無安打比賽。
1998年，球隊曾成功闖進3A的世界大賽，不過最終輸球無緣拿下冠軍。後來球隊在2000年代又拿下了4次分區冠軍，其中2004年更是成為聯盟冠軍。
2009年，野牛隊成為大都會隊的附屬小聯盟球隊。不過這段期間，觀眾的入場數下滑很多。
2013年，野牛隊變成了藍鳥隊的附屬3A球隊。同年4月18日，球隊曾單場敲出29支安打拿下27分，寫下小聯盟單場得分紀錄。2020年，因為COVID-19疫情關係，加上小聯盟賽事取消，野牛隊將主場薩倫球場借給藍鳥隊做為賽季主場。
由於國際聯盟在2021年不敵疫情關閉，裡面所有球隊全數併入小聯盟組成了3A東區，其中包含了野牛隊。

## 退休背號
| 背號 | 球員           | 背號退休日期  |
| 6    | Ollie Carnegie |               |
| 25   | Luke Easter    |               |
| 30   | Jeff Manto     | 2001年8月17日 |
| 42   | 傑基·羅賓森    | 1997年4月15日 |

## 外部連結
- 水牛城野牛隊官網 （页面存档备份，存于）